# Lipa
Lípa (znanstveno ime Tilia) je rod dreves z mehkim lesom in z listi srčaste oblike.
V Sloveniji uspevajo štiri vrste lip:
- lipa (Tilia platyphyllos Scop.)
- lipovec (Tilia cordata Mill.)
- malolistna lipa (Tilia parvifolia Ehrh.)
- velikolistna lipa (Tilia grandifolia Ehrh.)

## Pomen lipe v slovenskem izročilu
Lipa ima poseben, simbolni pomen za Slovence oziroma velja za središče družbenega življenja pri vseh Slovanih.
V mnogih slovenskih vaških skupnostih – tako kot v Prešernovi rojstni vasi Vrbi na Gorenjskem (glej sliko) – je bil običaj, da so na kamnitih sedežih vaščani obravnavali manjše medsebojne spore, sprejemali odločitve o medsebojni pomoči pri tekočih opravilih, volili, pod lipo pa so se tudi zbirali na praznovanjih, veselicah in plesih. Tako je lipa pomenila središče skupnosti.
Od osamosvojitve Slovenije 1991 dalje se v spomin na tovrstne običaje vsako poletje v avgustu najpomembnejši predstavniki samostojne slovenske države udeležijo zdaj že tradicionalnega družabnega srečanja pod največjo slovensko lipo.

## Vrste
- Tilia americana, ameriška lipa
- Tilia amurensis, amurska lipa
- Tilia begoniifolia
- Tilia caroliniana, Carolina Basswood
- Tilia caucasica
- Tilia chinensis
- Tilia chingiana
- Tilia cordata, malolistna lipa
- Tilia dasystyla
- Tilia henryana, Henryjeva lipa
- Tilia heterophylla, beli Basswood
- Tilia insularis
- Tilia intonsa
- Tilia japonica, japonska lipa
- Tilia kiusiana
- Tilia mandshurica, mandžurska lipa
- Tilia maximowicziana
- Tilia mexicana
- Tilia miqueliana
- Tilia mongolica, mongolska lipa
- Tilia nobilis, plemenita lipa
- Tilia oliveri, Oliverjeva lipa
- Tilia paucicostata
- Tilia platyphyllos
- Tilia tomentosa, srebrna lipa
- Tilia tuan

Hibridi:
- Tilia x euchlora, (T. dasystyla x T. platyphyllos)
- Tilia x europaea, Common Lime (T. cordata x T. platyphyllos)
- Tilia x petiolaris, (T. tomentosa x T. ?)
- Tilia "Flavescens", (T. americana x T. cordata)
- Tilia "Moltkei"
- Tilia "Orbicularis"
- Tilia "Spectabilis"